# عبد الفتاح محمود إدريس
عبد الفتاح محمود إدريس (9 مايو 1950 -) هو كاتب وأستاذ جامعي مصري.

## حياته ونشأته
ولد يوم 9 مايو 1950 في علي محمود في محافظة كفر الشيخ حصل علي ليسانس من كلية الشريعة والقانون جامعة الأزهر بالقاهرة مع مرتبة الشرف سنة 1976.
- ماجستير في الفقه المقارن منها أيضاً سنة 1981 بتقدير ممتاز.[1]
- دكتوراه في الفقه المقارن منها أيضاً سنة 1984 بمرتبة الشرف الأولى.[1]

## مسيرته
- رئيس المعهد العالي للإجازات الفقهية.
- أستاذ أصول الفقه بالمعهد العالي للقضاء جامعة الإمام محمد بن سعود الإسلامية.
- أستاذ الفقه الحنبلي والفقه المقارن وأصول الفقه بكلية الشريعة والدراسات الإسلامية- جامعة قطر من عام 1989 وحتى عام 1993.
- أستاذ فقه العبادات والمعاملات وفقه العقود وفقه الأسرة وأصول الفقه وقواعده بالجامعة الإسلامية الدولية (مشكاة) بأمريكا الشمالية.
- أستاذ فقه النوازل والجنايات والحدود وفقه العبادات بكلية الدراسات الإسلامية بالجامعة الأمريكية المفتوحة بواشنطن،
- أستاذ فقه النوازل والقضايا الفقهية المعاصرة بجامعة الأزهر وغيرها.
- أستاذ ورئيس قسم الشريعة الإسلامية بكلية الهندسة جامعة الأزهر بالقاهرة.
- أستاذ ورئيس قسم الشريعة بكلية الدراسات الإسلامية والعربية، بالجامعة الإسلامية الدولية (مشكاة).
- أستاذ ورئيس قسم الفقه المقارن بكلية الشريعة والقانون جامعة الأزهر بالقاهرة.
- خبير الفقه والطب والاقتصاد الإسلامي بالمجمع الفقهي لرابطة العالم الإسلامي بمكة المكرمة، ومجمع الفقه الإسلامي الدولي لمنظمة المؤتمر الإسلامي بجدة.
- خبير بمركز التميز البحثي بجامعة الإمام محمد بن سعود الإسلامية.
- صاحب ومؤسس ورئيس تحرير مجلة البحوث والدراسات الشرعية.

### العضويات
- عضو اللجنة العلمية الدائمة لترقية الأساتذة والأساتذة المساعدين بكليات الشريعة والدراسات الإسلامية والعربية بنين وبنات بجامعة الأزهر.
- عضو المجلس الأعلى للشئون الإسلامية بمصر، لجنة موسوعة الفقه الإسلامي.
- عضو لجنة أخلاقيات استخدام حيوانات التجارب في البحث العلمي.
- عضو لجنة الجودة والاعتماد الأكاديمي لبرامج الدكتوراه في الفقه وأصوله والليسانس والبكالوريوس في العلوم الشرعية بجامعات العالم الإسلامي .
- عضو لجنة الفقه بجامعة الأزهر.
- عضو مجمع فقهاء الشريعة بالولايات المتحدة الأمريكية.
- عضو محكم بالإدارة العامة للبحوث والتأليف والترجمة التابعة لمجمع البحوث الإسلامية بالأزهر.
- عضو محكم في بحوث الترقي لدرجة أستاذ وأستاذ مشارك في الفقه والفقه المقارن وأصول الفقه بكليات الشريعة والدراسات الإسلامية بجامعات العالم العربي خارج مصر.
- عضو مؤسس في الاتحاد العالمي لعلماء المسلمين.
- عضو هيئة تحرير مجلة العلوم الشرعية بجامعة الإمام محمد بن سعود الإسلامية بالرياض.
- عضو هيئة تحرير مجلة الفقه المقارن التي تصدر بلبنان.
- عضو هيئة تحرير مجلة قضاء، التي تصدر عن الجمعية العلمية السعودية القضائية (قضاء).
- مستشار شرعي لموسوعة سفير للمعارف الإسلامية.

### المشاركات
- إلقاء المحاضرات العلمية في كل من: مركز الاقتصاد الإسلامي بجامعة الأزهر، ووزارة الأوقاف المصرية ونقابات الأطباء المصرية.
- المشاركة في تطوير مناهج الفقه والفقه المقارن والقضايا الفقهية المعاصرة بجامعة الأزهر.
- المشاركة في تطوير مناهج العلوم الشرعية بوزارة التربية والتعليم بدولة قطر.
- المشاركة في تطوير مناهج العلوم الشرعية بجامعة الإمارات العربية المتحدة.
- المشاركة في تطوير مناهج الفقه المقارن بجامعة الإمام محمد بن سعود الإسلامية بالمملكة العربية السعودية.
- المشاركة في المؤتمرات والندوات في كل من: مصر وقطر والسعودية والأردن والكويت والإمارات وتركيا.
- الإشراف العلمي على رسائل الماجستير والدكتوراه بجامعة الأزهر وجامعة اليرموك والجامعة الأمريكية المفتوحة والجامعة الإسلامية ( مشكاة ).
- المشاركة في إعداد المجلات العلمية مثل: مجلة المجاهد والشريعة والقانون والزهراء بمصر، ومجلة الحكمة، والأمن، والبيان والجندي المسلم والتعاون والبحوث الفقهية المعاصرة في السعودية، والوعي الإسلامي بالكويت، ومنار الإسلام بالإمارات.
- المشاركة في الموسوعة الفقهية في الكويت، وموسوعة سفير للمعارف الإسلامية، وموسوعة المفاهيم الإسلامية بمصر.

## مؤلفات
| - ألف أكثر من خمسين كتابًا منشورًا منها: - العلاج الجيني بين التقدم التقني والحكم الشرعي. - الاستنساخ من منظور الإسلام. - تشريح الجسم البشري. - استئجار الأرحام. - الغيبوبة الدماغية جدل بين الأطباء والفقهاء. - اختيار جِنسِ الجنين والانتفاع بالأجنة والخلايا الجذعية والإخصاب المساعد. - الصّناعات الغذائية والدوائية المعَاصرة. - قضايا طبية معاصرة. - قضايا طبية من منظور إسلامي. - التخلص من الخلايا والأجنة التي بها تشوه وراثي. - الإجهاض من منظور إسلامي. - مواد نجسة في الغذاء والدواء. - إجراء التجارب الطبية والدوائية علي الإنسان والحيوان. - حكم التداوي بالمحرمات. - مركزات الأعلاف وإضافاتها وموقف الإسلام منها. - أحكام الأضحية والعقيقة. - أحكام الأيمان والنذور. | - بطاقات الائتمان من منظور إسلامي. - معاملات البنوك وموقف الإسلام منها. - أحكام العورة في الفقه الإسلامي. (جزآن) - أحكام الشفعة. - بيع المرابحة للآمر بالشراء. - أحكام عقد البيع. - نظرية العقد في الفقه الإسلامي. - عقد السباق. - عقد الرهن. - التصرف في المملوكات قبل قبضها. (جزآن) - أحكام الحج والعمرة. - الرخص المتعلقة بالمرض. - حكم الغناء والمعازف. - موقف الشريعة الإسلامية من الرقص. - أحكام التعزير في الفقه الإسلامي. - القضاء بالأيمان والنكول. - النفيس في فقه العبادات. - النبراس في الرهن والشفعة والحوالة والميراث. | - قبس من فقه المعاملات. - حكم ولاية الفاسق. - إحياء الموات كسبب للملك. - ما ينفع الأموات من سعي الأحياء. - الضياء في تفسير آيات الأحكام. - المشكاة في فقه السنة المطهرة. - مناهج البحث في الفقه الإسلامي(جزآن). - مناهج البحث في القضايا الفقهية المعاصرة(جزآن). - تاريخ التشريع. (جزآن) - أحكام الوصايا والمواريث. - الوجيز في فقه العبادات. - تحقيق كتاب التفليس من حاوي الماوردي. - قضايا فقهية معاصرة (خمسة أجزاء). - قضايا فقهية في الهندسة الوراثية. - الجناية علي النفس في الفقه الإسلامي. - بحوث في فقه القضاء والجهاد. - الوسيط في فقه العبادات. - أحكام المعاملات في الفقه الإسلامي (جزآن). |

### بحوث علمية
ألف أكثر من خمسمائة بحث علمي متخصص في الفقه والقضايا الطبية والاقتصادية المعاصرة، محكمة ومنشورة بمجلات علمية متخصصة بمصر والعالم العربي، وأعمال مؤتمرات ومجامع الفقه في العالم الإسلامي، منها:
| - عمليات فصل التوائم المتلاصقة من منظور إسلامي. - حضانة الصغار والسفر بالمحضون. - ولاية الدولة على أموال الوقف. - موقف الشافعي من الاستحسان. - النكول عن اليمين. - الميراث والنذر والنسب والنفقة والمهر ونقل الأعضاء والنية والوتر والوديعة. - الإيدز والحوالة والعمرة والحج والحجر والحرابة والتبرج، والحياة العلمية لأبي حنيفة والشافعي والجصاص وإمام الحرمين وأبي ثور وداود الظاهري وأصول المذهب الحنفي وفقهه. - حكم استعمال الدواء المشتمل علي شيء من نجس العين كالخنزير وله بديل أقل منه فائدة كالهيبارين الجديد. - الإذن الطبي في العمليات الجراحية المستعجلة. - لاجتهاد الفقهي في مجال الصناعات الغذائية والدوائية المعاصرة. - الاستنساخ من منظور إسلامي. - وسائل مكافحة الإرهاب من منظور إسلامي. - وقف المنافع، الجدوى الاقتصادية – المشكلات والحلول. - اختيار جنس الجنين من منظور إسلامي. - المواد النجسة والمحرمة في الغذاء والدواء. - مصرف سهم سبيل الله في الصدقة. - الموقف الفقهي من التورق. - تعظيم شعائر ومشاعر الحج. - الإجارة علي العبادات والقربات. - استخدام الجيلاتين الخنزيري في الغذاء والدواء. - التخلص من الخلايا والأجنة التي بها تشوه وراثي. - استخدام الكحول في الغذاء والدواء والتعقيم. - الفحص الجيني من منظور إسلامي. - الأحكام المتعلقة بصناعة الدواء. - السباق بين الدواب. - الإجهاض من منظور إسلامي. - الأحكام المتعلقة بمريض الأيدز. - تقادم الزمان علي حيازة العقار كسبب مكسب لملكه. - المسح علي الحوائل الطبية من منظور إسلامي. - حكم التداوي ببعض أجزاء الخنزير. - التداوي بأجزاء الحيوانات المحورة جينيا. - الطفرات الجينية المحرضة كعلاج للجين البشري. - استنساخ الأعضاء البشرية من منظور إسلامي. - ملكية المال الحرام وطرق التخلص منه. - المعالجة الجينية للخلايا الإنشائية من وجهة نظر شرعية. - حكم عزل المرضي بالفيروسات عن المجتمع. - حكم التحريش بين الدواب ومصارعة الثيران. - الأمن المطلوب للخريطة الجينية. - حكم اللعب بالشطرنج. - حكم التداوي بالسموم أو بما اشتمل عليها. - مكسبات الطعم واللون والرائحة وسائر الإضافات الغذائية وموقف الإسلام منها. | - آداب مزاولة مهنة الطب من منظور إسلامي. - حكم التطريب والتغني في الأذان. - تحسين النسل جينيا باختيار الأزواج الحاملين لصفات وراثية مرغوبة. - حكم قراءة القرآن بالألحان. - الأغذية المعدلة وراثيا من منظور إسلامي. - ترقيع جلد الآدمي بجلد غيره. - تشريح بدن الآدمي للتعلم أو معرفة سبب الوفاة أو المرض. - حكم التداوي بأبوال الإبل. - حكم التداوي بالمحرمات. - نفقة الأقارب غير الأصول والفروع. - إجهاض الجنين بقصد التستر علي فاحشة. - موضع الجين ودوره في الخلية البشرية. - تجميد الخلايا البشرية الزائدة عن حاجة النقل إلي الرحم. - أغراض التشريح. - العلاقة بين الروح والنفس. - الإجارة علي تعليم القرآن وعلوم الشريعة. - استنساخ النبات والغراس والحيوان. - الضوابط الأخلاقية لمهنة التدريس. - حكم مداواة الرجل للمرأة والمرأة للرجل. - آداب مزاولة التجارة في الإسلام. - جراحات التجميل من منظور إسلامي. - نقل الجينات السليمة من الصحيح إلي المريض. - التحرش الجنسي من منظور إسلامي. - حقيقة الحياة وعلاماتها. - الإسلام يحرم الاعتداء علي المرافق العامة. - هل الإنعاش الصناعي يطيل الحياة أم يعيدها. - مدي أهلية المرأة لمباشرة العقود المالية. - إحياء الموات وتحجيره في الفقه الإسلامي. - التعزير بمصادرة المال وإتلافه. - أثر الاستحالة في انقلاب النجس طاهرا والمحرم مباحا. - إن هذا الدين يسر. - ختان الذكور. - خفاض الإناث. - هدي رسول الله ﷺ مع الإماء. - التايم شير وموقف الفقه الإسلامي منه . - الاكتتاب في الشركات المساهمة وموقف الإسلام منه. - ولاية الدولة في الرقابة على الوقف. | - المحرمات من النساء والكفاءة في النكاح والإشهاد عليه والصداق ومؤن النكاح. - موقف الفقه من أعمال السمسرة. - مدى حرية الاشتراط في العقود. - آداب مزاولة التجارة في الإسلام. - حكم مداواة الرجل للمرأة والمرأة للرجل. - تمويل المساكن من أموال الزكاة. - السلفية وصلتها بالإسلام الصحيح. - حكم الاتجار بالمواد المخدرة. - قطاعات اجتماعية تتلاقى مع مصارف الوقف. - منهج الإسلام في حماية البيئة والمحافظة عليها. - إعادة تأهيل المنحرف للعمل في مجال الكسب المشروع. - عظمة الإسلام في التعامل مع الآخر والمختلف. - أثر قبول فكر الغير في المنتج الفكري السعودي. - قبول فكر الغير كمنهج إسلامي. - تكييف التورق المصرفي وحكمه الشرعي. - العلاقات بين القرآن الكريم والسنة النبوية المطهرة. - الإثبات بالقرائن والأمارات المستحدثة. - الصفة الشرعية للنصيحة. - حقيقة الحوار والمصطلحات ذات الصلة به. - تجربة جامعة الأزهر في تدريس فقه القضايا المعاصرة. - أسس ومبادئ الغذاء الحلال في ضوء الكتاب والسنة. - المنهج الإسلامي في إدارة شئون الدولة. - أنواع الزواج من حيث الصحة وعدمها. - إنهاء الوقف الخيري. - مدى حق الولي فيما يتعلق بمرض موليه. - حكم إخبار الزوج الصحيح بحقيقة مرض صاحبه مما له تأثير عليه. - ضوابط العمل بفقه الموازنات. - تناول المنشطات الجنسية من منظور إسلامي . - المنشطات الجنسية من منظور الفقه الإسلامي. - حكم استخدام الأشربة والأطعمة المحتوية على نسبة يسيرة من الكحول. - بعض أعمال البنوك والمصارف والبورصة من منظور الشرع. - خلوة الطبيب بمن لا تحل له من الممرضات والمريضات. - تحويل الجنس لمن أجراه قبل الإسلام. - استخدام الأواني والآلات المستخدمة في النجاسات . - أثر الاستحالة في تغيير الحكم وصفا وتطبيقا . - حكم تجسيد الأنبياء والصحابة في الأعمال الفنية. - زينة المرأة من منظور إسلامي . - مدى مسؤولية الدولة عن استخراج الثروات وتنميتها واستثمارها. - نوازل المساجد دراسة فقهية. - الذمة المالية للوقف. - حقوق وواجبات المواطنين غير المسلمين في الدول الإسلامية ومدى تطبيق أحكام الشريعة الإسلامية عليهم. - العلاقات بين القرآن الكريم والسنة النبوية المطهرة. |

هذا بالإضافة إلى مئات المقالات المنشورة في صحف، منها: الأهرام، والأهرام المسائي، والجمهورية، وأخبار اليوم، والمسائي، والمسائية، وآفاق عربية، والنور، وعقيدتي، واللواء الإسلامي، وصوت الأزهر، والتعليم، والأسبوع، والموجز، وآخر ساعة، والعالم اليوم، والزمان، التي تصدر بمصر، وصحيفة المسلمون والشرق الأوسط والمدينة التي تصدر بالمملكة العربية السعودية، والخليج والاتحاد الإماراتية، والأنباء والقبس الكويتيتين، وعمان العمانية، فضلا عن مئات الفتاوى بمواقع الإنترنت المختلفة وخاصة مواقع: إسلام أون لاين، والإسلام اليوم، ورسالة الإسلام، ولها أون لاين، وبلاغ، والمنهاج، والأمة أون لاين، وتربوي، والأزهر، والفقه الإسلامي، والمسلم، والطب الإسلامي، والوحدة، والجموم، والفقه، وغيرها.